# Abraham Hinckelmann

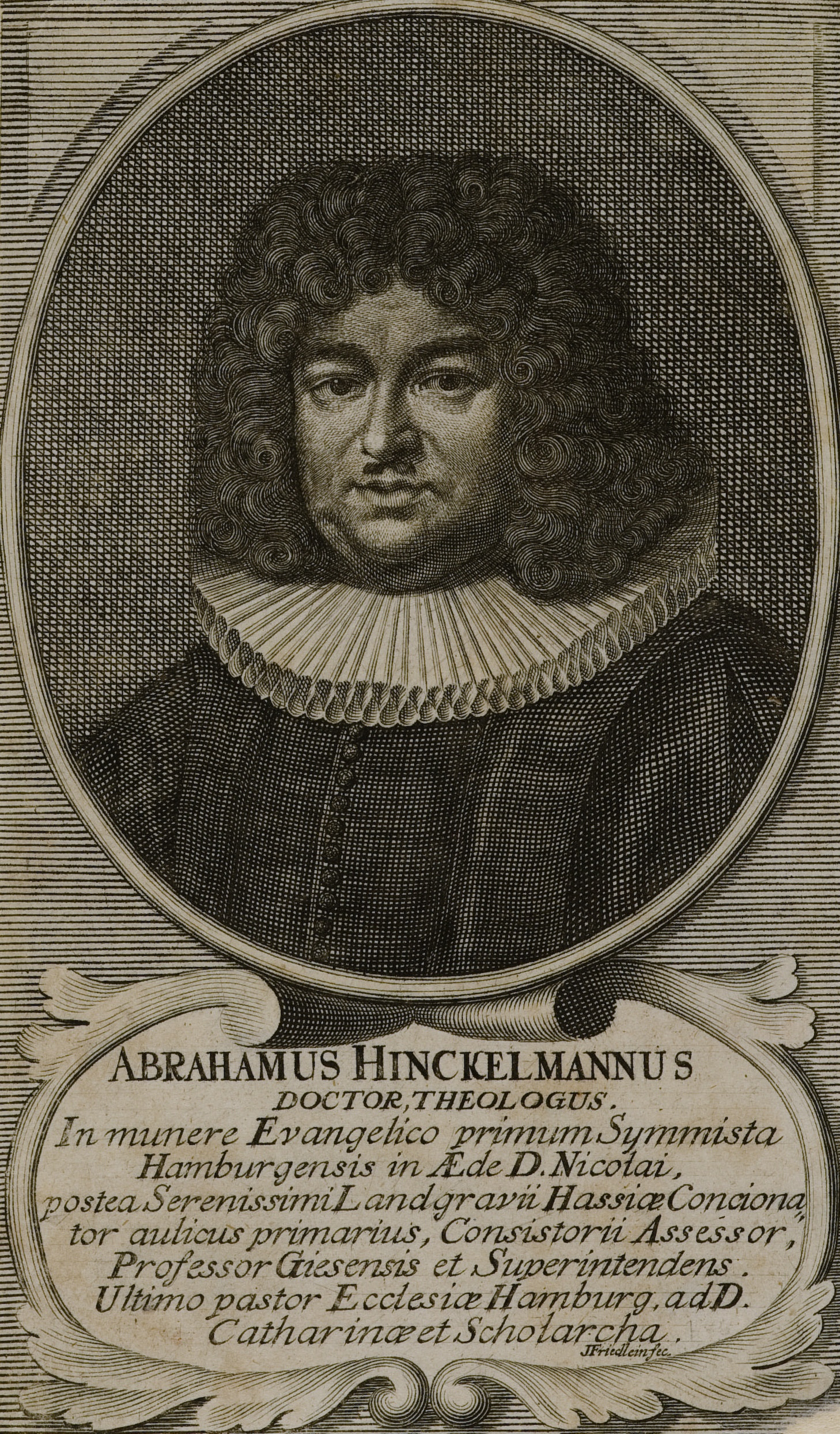
Abraham Hinckelmann, Kupferstich von Johann Friedlein

Abraham Hinckelmann (auch: Hinkelmann; * 2. Mai 1652 in Döbeln; † 11. Februar 1695 in Hamburg) war ein deutscher evangelischer Theologe und Orientalist.

## Leben
Geboren als Sohn des Ratsherrn und Apothekers Martin Hinckelmann und seiner Frau Anna (geb. Dreißig), war er in seiner Heimatstadt vorgebildet worden und bezog 1664 das Gymnasium in Freiberg. Dort für ein Hochschulstudium vorbereitet, begab er sich am 8. Oktober 1668 an die Universität Wittenberg, wo er unter anderem bei Abraham Calov studierte und am 28. April 1670 den akademischen Grad eines Magisters erwarb.
Nachdem er sich vier Jahre in Wittenberg aufgehalten hatte, übernahm er 1672 eine Stelle als Rektor der Schule in Gardelegen. Nur drei Jahre später wechselt er am 7. Januar 1675 in gleicher Funktion an das Katharineum zu Lübeck. Hier heiratete er im selben Jahr Elisabeth Schirmer, die Witwe seines Vorgängers Hermann Nottelmann. 1685 ging er als Diakon an die Hamburger St.-Nikolai-Kirche, promovierte 1687 an der Universität Kiel zum Doktor der Theologie und wurde im selben Jahr vom Landgrafen Ernst Ludwig von Hessen-Darmstadt, zum Generalsuperintendenten, Kirchenrat und Hofprediger berufen.
In dieser Funktion bekleidete er zugleich die Stelle eines Honorarprofessors der Theologie an der Universität Gießen. 1689 wurde er wieder nach Hamburg gerufen, wo er das Amt des Hauptpastors an der St.-Katharinen-Kirche übernahm. Als Vertreter des Pietismus war auch er in die konfessionellen Streitigkeiten seiner Zeit verwickelt, insbesondere in einen heftigen Streit zwischen ihm, Johann Winckler, dem Hauptpastor an St. Michaelis und Johann Heinrich Horb, dem Hauptpastor an St. Nicolai, mit Johann Friedrich Mayer, dem lutherisch-orthodox gesinnten Hauptpastor von St. Jacobi. Hinckelmann war aus religiösen Gründen ein entschiedener Gegner der Oper am Gänsemarkt (der heutigen Hamburgischen Staatsoper) und bekämpfte sie heftig im ersten Hamburgischen Theaterstreit. Er gehörte auch zu den drei Verweigerern des Hamburger Religions-Revers.
Ein wichtiger Beitrag für die evangelische Lehre war auch seine 1693 – etwas in Eile wegen der bevorstehenden Leipziger Buchmesse – verfasste Streitschrift gegen Jakob Böhmes Pantheismus: Untersuchung und Widerlegung der Grund-Lehre, die in Jacob Böhmens Schrifften verhanden.
Literarisch hat er sich besonders als Orientalist einen Namen gemacht. Sein besonderes Verdienst liegt in der Veröffentlichung der ersten leicht erhältlichen vollständigen arabischen Ausgabe des Korans im Jahre 1694. Der Hamburger Bürgermeister Johann Diedrich Schaffshausen hatte während seines Aufenthalts in Wien eine Handschrift des Korans erworben und diese 1686 nach Hamburg gebracht.
Einige der von Hinckelmann geschaffenen Kirchenlieder wurden 1704 in das Hallische Gesangbuch von Johann Anastasius Freylinghausen aufgenommen und fanden so eine weite Verbreitung im 18. Jahrhundert. Keins von ihnen ist jedoch heute noch im Gesangbuch zu finden.

## Werke (Auswahl)

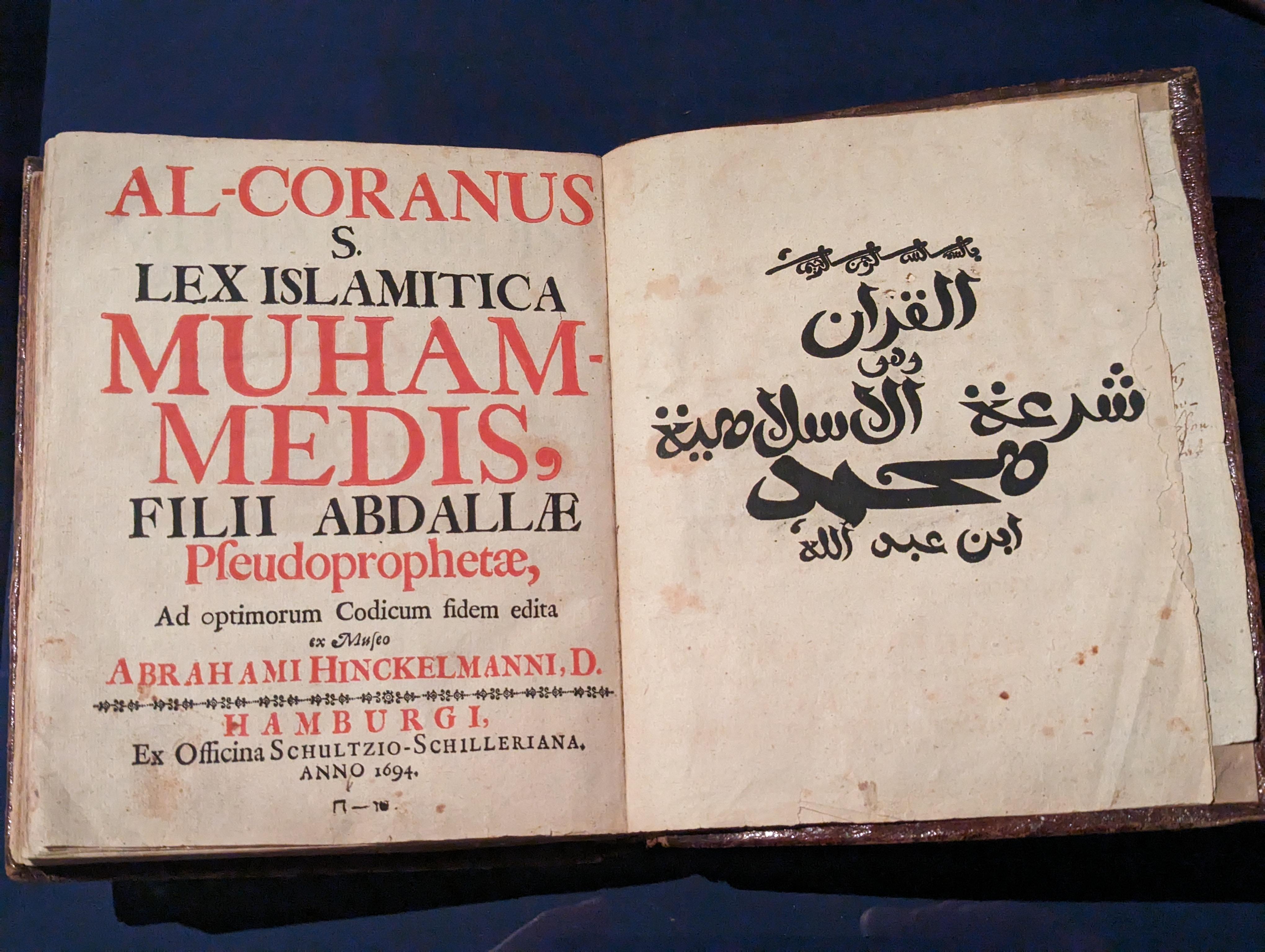
Al-Coranus (1694)

- Testamentum et pactiones inter Muhammedem et christianae fidei cultores. (Arabisch und Latein) Brendeke, Hamburg 1690
- Detectio fundamenti Böhmiani, Untersuchung und Widerlegung der Grund-Lehre, die in Jacob Böhmens Schrifften verhanden. Georg König, Hamburg 1693
- Al-Coranus sive Lex Islamitica Muhammedis, Filii Abdallae, Pseudoprophetae, ad optimorum Codd. Fidem edita ex museo Abr. Hincckelm. D. (Arabisch und Latein) Schultz-Schiller, Hamburg 1694
- Tertullians Apologeticus